# Hey Yo
Hey Yo ist ein kooperatives Kartenauslagespiel des japanischen Spieleautors Takashi Saito, das 2020 bei dem japanischen Verlag Oink Games auf Englisch und Japanisch erschienen ist. 2021 erschien es in einer multilingualen Version und es wurde 2022 mit dem Jurypreis InnoSPIEL ausgezeichnet. Bei dem Spiel müssen die Mitspieler Karten im Rhythmus einer Rhythmus-Maschine ablegen und damit möglichst viele Punkte machen.

## Thema und Ausstattung
Bei Hey Yo versuchen die Mitspieler gemeinsam, möglichst kontinuierlich eine Kartenreihe im Rhythmus einer Rhythmus-Maschine abzulegen, um damit Punkte zu generieren. Das Spielmaterial besteht neben einer Spielanleitung aus zwei Sets mit je 38 Karten, einer Rhythmus-Maschine, acht Chips, einem Punkteblock und einem Kugelschreiber.

## Spielweise
Hey Yo kann kooperativ mit bis zu fünf Spielern oder in zwei Teams gegeneinander gespielt werden. Zu Beginn des Spiels wird die Rhythmus-Maschie in die Tischmitte gestellt und jeder Mitspieler erhält vier Handkarten. Zwei Rhythmus-Chips werden zufällig gezogen und an das Ende der beiden zu erwartenden Rhythmuslinien gelegt.
Das Spiel beginnt mit dem Start der Rhythmus-Maschine, die einen Rhythmus mit 56 Beats pro Minute abspielt. Die Spieler müssen, beginnend mit einem Startspieler und in dem vorgegebenen Rhythmus, jeweils bei einem Trillerton eine Karte aus der Hand offen an die sich bildende Reihe anlegen und eine neue nachziehen; dabei dürfen sie sich auch absprechen, ohne sich allerdings gegenseitig ihre Karten zu zeigen. Die beiden auf den Karten abgebildeten Linien können beliebig orientiert abgelegt werden und bilden so zusammen mit den nächstfolgenden Karten zwei lange Linien. Auf den Karten befinden sich zudem teilweise verschiedene Symbole für Lautbildungen („Hey“, „Yeah“, „Yo“, „Ah“), die zudem teilweise mit einem gelben Stern („Punchline“) unterlegt sind. Schafft es ein Spieler nicht, eine Karte zum Ton abzulegen, müssen die Spieler die jeweils erste Karte der Serie umdrehen und nehmen sie so aus der Wertung. Um Punkte zu generieren, müssen mehrere gleiche Symbole auf einer Linie aufeinanderfolgend abgelegt und mit einem Punchline-Symbol abgeschlossen werden. Die Linien enden mit den am Anfang ausgelegten Chips.
Eine Spielrunde endet, wenn alle Karten abgelegt sind. Dann werden die Punkte entsprechend der korrekt abgelegten Rhythmen ausgewertet. Entsprechend der Wertung kann man weitere Level spielen, die schwierigere Kartenkombinationen enthalten.

## Entwicklung
Das Spiel Hey Yo wurde von dem japanischen Spieleautor Takashi Saito entwickelt und 2020 bei dem Verlag Oink Games auf Japanisch und Englisch veröffentlicht. 2021 erschien beim gleichen Verlag eine multilinguale Version auf Englisch, Französisch, Deutsch und Spanisch, zudem veröffentlichte Popcorn Games 2022 eine Version auf Koreanisch.

## Rezeption
Das Spiel wurde auf mehreren Plattformen positiv bewertet. Den Kritiker Harald Schrapers überzeugte das Spiel als „originell und stimmungsvoll“ und er bewertete es mit vier von sechs Würfelaugen. Eike Risto stellte das Spiel im September 2022 beim WDR 2 als „originelles kleines Kartenspiel mit einem einzigartigen Spielprinzip“ vor. Er schreibt zudem: „Geübte Spielgruppen können einen "Flow-Zustand" erreichen, in dem einfach alles reibungslos funktioniert. Eine auch für Zuschauende unterhaltsame Gruppenerfahrung. Aber auch wenn gar nichts klappen will, macht "Hey Yo" Spaß.“
Im Oktober 2022 wurde Hey Yo gemeinsam mit den Spielen Wonder Book und der Echoes-Serie für den Jurypreis InnoSPIEL nominiert und als Gewinner ausgezeichnet.

## Belege
1. 1 2 3 4 5 6  Spielanleitung Hey Yo, Oink Games 2021
2. ↑  Hey Yo, Versionen bei BoardGameGeek. Abgerufen am 11. Juni 2022.
3. ↑  Harald Schrapers: Hey Yo, Rezension auf „games we play“; abgerufen am 22. Januar 2023.
4. ↑  Hey Yo – Hey Yo – In Echtzeit zum Rap-Gott bei WDR 2 Spiele, 12. September 2022; abgerufen am 22. Januar 2023.